# Walter Larisch
Walter Larisch (* 12. Juli 1937) ist ein ehemaliger deutscher Fußballspieler, der zwischen 1957 und 1961 für den SC Chemie Halle 43 Spiele in der DDR-Oberliga, der höchsten Spielklasse im DDR-Fußball, bestritt und dabei fünf Tore erzielte.

## Sportliche Laufbahn
1956 musste der SC Chemie Halle-Leuna nach seinem Abstieg aus der DDR-Oberliga in der zweitklassigen DDR-Liga antreten. Am sofortigen Wiederaufstieg war auch der 19-jährige Walter Larisch mit einem Spiel und einem Tor beteiligt. In der Oberligasaison 1957 kam Larisch in der Rückrunde in die Stammelf, nachdem die Hallenser mehrere Spielerausfälle zu verkraften hatten. Bei seinen zwölf Punktspieleinsätzen wurde er zunächst im linken Mittelfeld, später als halblinker Stürmer eingesetzt und kam zu drei Torerfolgen. 1958 verlor Larisch seinen Stammplatz wieder und wurde in der Hinrunde nur fünfmal in Oberligaspielen eingesetzt, kam nur zu einem Torerfolg. Als im Sommer 1958 der SC Chemie mit dem SC Wissenschaft Halle unter Ablegung den Zusatzes „Leuna“ fusionierte, wurde die DDR-Ligamannschaft des SC Wissenschaft zur 2. Mannschaft des SC Chemie. Diese wurde durch mehrere Oberligaspieler verstärkt, unter denen sich auch Walter Larisch befand. Von den noch auszutragenden Spielen in der DDR-Liga bestritt er zehn Partien und war mit vier Toren erfolgreich.
Die 2. Mannschaft erreichte am Saisonende zwar den vierten Platz, musste aber in die drittklassige II. DDR-Liga absteigen, da die Oberligamannschaft erneut abgestiegen war. Obwohl SC Chemie II an die neu gegründete Fußballsektion der Hochschulsportgemeinschaft Halle abgegeben worden war, blieb Larisch bei Sportclub, und es gelang ihm, sich während der DDR-Ligaspiele wieder in dessen Stammmannschaft hineinzuspielen. Nunmehr hauptsächlich im rechten Mittelfeld aufgeboten, absolvierte er 22 der 26 Punktspiele und war damit diesmal erheblich an der abermaligen umgehenden Rückkehr in die Oberliga beteiligt. Erstmals blieb er in einer Saison für Halle ohne Torerfolg.
Seinen Stammplatz konnte Larisch auch in der Oberligasaison 1960 mit 23 Punktspieleinsätzen verteidigen und trug sich mit einem Treffer auch wieder in die Torschützenliste ein. 1961 wurde der Spielbetrieb im DDR-Fußball nach sechs Jahren wieder auf den Sommer-Frühjahr-Rhythmus umgestellt. Dazu wurde zwischen Winter 1961 und Frühjahr 1962 eine Oberliga-Saison mit 39 Punktspielen ausgetragen. Gleichzeitig hatte der SC Chemie Halle seine Oberligamannschaft weitgehend erneuert. Diesem Umstand fiel Larisch zum Opfer, er wurde aus der Stammelf verbannt und bis zum zehnten Spieltag nur dreimal eingesetzt. In der Sommerpause wurde er an die Berliner Polizeisportgemeinschaft SG Dynamo Hohenschönhausen abgegeben.
Die SG Dynamo spielte zu dieser Zeit in der I. DDR-Liga und hatte ebenfalls 39 Punktspiele auszutragen. Von den 26 noch zu absolvierenden Ligaspielen bestritt Larisch 24 Partien, in denen er vier Tore erzielte. In der Spielzeit 1962/63 war er nicht mehr im Aufgebot der Polizeisportgemeinschaft. In der Saison 1966/67 gehörte Larisch zum Kollektiv der Betriebssportgemeinschaft (BSG) Chemie Jena, die gerade aus der drittklassigen Bezirksliga in die DDR-Liga aufgestiegen war. Er bestritt alle 30 Punktspiele, schoss aber keine Tore. Am Saisonende stieg die BSG Chemie wieder ab und der 30-jährige Larisch kehrte nicht mehr in den höherklassigen Fußball zurück.